# Daniel Hansson Hund
Daniel Hansson Hund, född troligen 1541, död 1611, var en svensk adelsman, kammarjunkare i hertig Karls tjänst och krönikeförfattare.
Daniel Hansson Hund är troligen identisk med den Daniel Hansson i Överselö socken som var fogde på Tynnelsö 1573-1577 och i ett brev 1573 kallas hertigens tjänare. 1576 erhöll han 2 mantal i Runsö, Överselö som donation och inrättade det till ett säteri med namnet Romelberg. Han adlades 1590. Daniel Hansson Hund lät författa en rimkrönika om Erik XIV, som enligt anteckningar av författaren färdigställdes nyårsdagen 1605. Den cirkulerade som handskrift och åtminstone tjugo exemplar av den finns idag bevarade. En av avskrifterna gjord 1605-1607 låg till grund för en tryckt utgåva 1847.
Krönikans första del behandlar Erik XIV:s regering och är hållen i en förhållandevis objektiv ton. Den senare delen utgör en sammanställning av förbrytelser som Erik XIV gjort mot Sverige och dess folk. Krönikan har förmodligen tillkommit på hertig Karls uppdrag, och innehåller även flera kritiska skildringar av hertigens fiender. Huvudsakligen bygger den på de manuskriptsamlingar som gjordes av Rasmus Ludvigsson samt en del av de anklagelseskrifter som Johan III lät publicera mot Erik XIV under 1560- och 1570-talen. För vissa uppgifter förefaller hertig Karl själv ha varit uppgiftslämnare.